# Lista över fornlämningar i Linköpings kommun (Östra Harg)
Lista över fornlämningar i Linköpings kommun (Östra Harg) är en förteckning av ett urval av de fornlämningar som finns i Östra Harg i Linköpings kommun.
| Namn                             | Lämningstyp                 | Tillkomsttid | Historisk indelning      | Plats | Läge                 | ID-nr          | Bild                                 |
| -------------------------------- | --------------------------- | ------------ | ------------------------ | ----- | -------------------- | -------------- | ------------------------------------ |
| Östra Harg 1:1                   | Gravfält                    |              | Östra Harg, Östergötland |       | 58.486772, 15.740996 | 10055100010001 | Ladda upp en bild av detta fornminne |
| Östra Harg 2:1                   | Stensättning                |              | Östra Harg, Östergötland |       | 58.484385, 15.735945 | 10055100020001 | Ladda upp en bild av detta fornminne |
| Östra Harg 2:2                   | Stensättning                |              | Östra Harg, Östergötland |       | 58.484460, 15.736147 | 10055100020002 | Ladda upp en bild av detta fornminne |
| Östra Harg 3:1                   | Stenkrets                   |              | Östra Harg, Östergötland |       | 58.485435, 15.732303 | 10055100030001 | Ladda upp en bild av detta fornminne |
| Östra Harg 3:3                   | Stensättning                |              | Östra Harg, Östergötland |       | 58.485711, 15.732101 | 10055100030003 | Ladda upp en bild av detta fornminne |
| Östra Harg 4:1                   | Stensättning                |              | Östra Harg, Östergötland |       | 58.488191, 15.735065 | 10055100040001 | Ladda upp en bild av detta fornminne |
| Östra Harg 4:2                   | Stensättning                |              | Östra Harg, Östergötland |       | 58.488131, 15.735250 | 10055100040002 | Ladda upp en bild av detta fornminne |
| Östra Harg 5:1                   | Stensättning                |              | Östra Harg, Östergötland |       | 58.489297, 15.734467 | 10055100050001 | Ladda upp en bild av detta fornminne |
| Östra Harg 6:1                   | Gravfält                    |              | Östra Harg, Östergötland |       | 58.488144, 15.739189 | 10055100060001 | Ladda upp en bild av detta fornminne |
| Östra Harg 8:1                   | Stensättning                |              | Östra Harg, Östergötland |       | 58.475553, 15.741352 | 10055100080001 | Ladda upp en bild av detta fornminne |
| Östra Harg 8:2                   | Stensättning                |              | Östra Harg, Östergötland |       | 58.475322, 15.740944 | 10055100080002 | Ladda upp en bild av detta fornminne |
| Östra Harg 9:1                   | Stensättning                |              | Östra Harg, Östergötland |       | 58.476508, 15.744505 | 10055100090001 | Ladda upp en bild av detta fornminne |
| Östra Harg 10:1                  | Stensättning                |              | Östra Harg, Östergötland |       | 58.476137, 15.743911 | 10055100100001 | Ladda upp en bild av detta fornminne |
| Östra Harg 12:1                  | Stensättning                |              | Östra Harg, Östergötland |       | 58.477599, 15.749009 | 10055100120001 | Ladda upp en bild av detta fornminne |
| Östra Harg 12:2                  | Grav markerad av sten/block |              | Östra Harg, Östergötland |       | 58.477516, 15.748869 | 10055100120002 | Ladda upp en bild av detta fornminne |
| Östra Harg 12:3                  | Grav markerad av sten/block |              | Östra Harg, Östergötland |       | 58.477700, 15.749053 | 10055100120003 | Ladda upp en bild av detta fornminne |
| Östra Harg 12:4                  | Grav markerad av sten/block |              | Östra Harg, Östergötland |       | 58.477763, 15.749049 | 10055100120004 | Ladda upp en bild av detta fornminne |
| Östra Harg 13:1                  | Gravfält                    |              | Östra Harg, Östergötland |       | 58.477866, 15.745378 | 10055100130001 | Ladda upp en bild av detta fornminne |
| Östra Harg 14:1                  | Stensättning                |              | Östra Harg, Östergötland |       | 58.475293, 15.737956 | 10055100140001 | Ladda upp en bild av detta fornminne |
| Östra Harg 17:1                  | Gravfält                    |              | Östra Harg, Östergötland |       | 58.482809, 15.749144 | 10055100170001 | Ladda upp en bild av detta fornminne |
| Östra Harg 18:1                  | Gravfält                    |              | Östra Harg, Östergötland |       | 58.481647, 15.747995 | 10055100180001 | Ladda upp en bild av detta fornminne |
| Östra Harg 19:1                  | Gravfält                    |              | Östra Harg, Östergötland |       | 58.482002, 15.752573 | 10055100190001 | Ladda upp en bild av detta fornminne |
| Östra Harg 20:1                  | Stensättning                |              | Östra Harg, Östergötland |       | 58.476761, 15.754610 | 10055100200001 | Ladda upp en bild av detta fornminne |
| Östra Harg 22:1                  | Stensättning                |              | Östra Harg, Östergötland |       | 58.473738, 15.749184 | 10055100220001 | Ladda upp en bild av detta fornminne |
| Östra Harg 23:1                  | Stensättning                |              | Östra Harg, Östergötland |       | 58.472857, 15.752044 | 10055100230001 | Ladda upp en bild av detta fornminne |
| Östra Harg 24:1                  | Stensättning                |              | Östra Harg, Östergötland |       | 58.467477, 15.758434 | 10055100240001 | Ladda upp en bild av detta fornminne |
| Östra Harg 24:2                  | Grav markerad av sten/block |              | Östra Harg, Östergötland |       | 58.467168, 15.758831 | 10055100240002 | Ladda upp en bild av detta fornminne |
| Östra Harg 25:1                  | Stensättning                |              | Östra Harg, Östergötland |       | 58.469762, 15.727876 | 10055100250001 | Ladda upp en bild av detta fornminne |
| Östra Harg 26:1                  | Gravfält                    |              | Östra Harg, Östergötland |       | 58.469957, 15.732182 | 10055100260001 | Ladda upp en bild av detta fornminne |
| Östra Harg 28:1                  | Stensättning                |              | Östra Harg, Östergötland |       | 58.466097, 15.730427 | 10055100280001 | Ladda upp en bild av detta fornminne |
| Östra Harg 30:1                  | Gravfält                    |              | Östra Harg, Östergötland |       | 58.457526, 15.779657 | 10055100300001 | Ladda upp en bild av detta fornminne |
| Östra Harg 33:1                  | Stensättning                |              | Östra Harg, Östergötland |       | 58.471891, 15.773901 | 10055100330001 | Ladda upp en bild av detta fornminne |
| Östra Harg 33:2                  | Stensättning                |              | Östra Harg, Östergötland |       | 58.472058, 15.773868 | 10055100330002 | Ladda upp en bild av detta fornminne |
| Östra Harg 33:3                  | Stensättning                |              | Östra Harg, Östergötland |       | 58.471958, 15.773657 | 10055100330003 | Ladda upp en bild av detta fornminne |
| Östra Harg 33:5                  | Stensättning                |              | Östra Harg, Östergötland |       | 58.472068, 15.774701 | 10055100330005 | Ladda upp en bild av detta fornminne |
| Östra Harg 34:1                  | Stensättning                |              | Östra Harg, Östergötland |       | 58.471840, 15.768830 | 10055100340001 | Ladda upp en bild av detta fornminne |
| Östra Harg 35:1                  | Stensättning                |              | Östra Harg, Östergötland |       | 58.471219, 15.765367 | 10055100350001 | Ladda upp en bild av detta fornminne |
| Östra Harg 35:2                  | Stensättning                |              | Östra Harg, Östergötland |       | 58.471327, 15.765232 | 10055100350002 | Ladda upp en bild av detta fornminne |
| Östra Harg 36:1                  | Stensättning                |              | Östra Harg, Östergötland |       | 58.470970, 15.766237 | 10055100360001 | Ladda upp en bild av detta fornminne |
| Östra Harg 39:1                  | Stensättning                |              | Östra Harg, Östergötland |       | 58.475792, 15.772788 | 10055100390001 | Ladda upp en bild av detta fornminne |
| Östra Harg 41:1                  | Stensättning                |              | Östra Harg, Östergötland |       | 58.470267, 15.764094 | 10055100410001 | Ladda upp en bild av detta fornminne |
| Östra Harg 41:2                  | Stensättning                |              | Östra Harg, Östergötland |       | 58.470376, 15.763976 | 10055100410002 | Ladda upp en bild av detta fornminne |
| Östra Harg 41:3                  | Stensättning                |              | Östra Harg, Östergötland |       | 58.470455, 15.763814 | 10055100410003 | Ladda upp en bild av detta fornminne |
| Östra Harg 42:1                  | Stensättning                |              | Östra Harg, Östergötland |       | 58.478186, 15.775300 | 10055100420001 | Ladda upp en bild av detta fornminne |
| Östra Harg 44:1                  | Gravfält                    |              | Östra Harg, Östergötland |       | 58.478437, 15.758300 | 10055100440001 | Ladda upp en bild av detta fornminne |
| Östra Harg 45:1                  | Gravfält                    |              | Östra Harg, Östergötland |       | 58.478455, 15.768825 | 10055100450001 | Ladda upp en bild av detta fornminne |
| Spångbrobacken (Östra Harg 46:1) | Gravfält                    |              | Östra Harg, Östergötland |       | 58.479571, 15.772636 | 10055100460001 | Ladda upp en bild av detta fornminne |
| Östra Harg 47:1                  | Gravfält                    |              | Östra Harg, Östergötland |       | 58.480619, 15.765699 | 10055100470001 | Ladda upp en bild av detta fornminne |
| Östra Harg 49:1                  | Stensättning                |              | Östra Harg, Östergötland |       | 58.479339, 15.757759 | 10055100490001 | Ladda upp en bild av detta fornminne |
| Östra Harg 50:1                  | Stensättning                |              | Östra Harg, Östergötland |       | 58.481332, 15.755788 | 10055100500001 | Ladda upp en bild av detta fornminne |
| Östra Harg 51:1                  | Gravfält                    |              | Östra Harg, Östergötland |       | 58.481949, 15.758511 | 10055100510001 | Ladda upp en bild av detta fornminne |
| Östra Harg 54:1                  | Gravfält                    |              | Östra Harg, Östergötland |       | 58.484669, 15.711820 | 10055100540001 | Ladda upp en bild av detta fornminne |
| Östra Harg 55:1                  | Gravfält                    |              | Östra Harg, Östergötland |       | 58.486403, 15.711644 | 10055100550001 | Ladda upp en bild av detta fornminne |
| Östra Harg 57:1                  | Gravfält                    |              | Östra Harg, Östergötland |       | 58.485107, 15.721475 | 10055100570001 | Ladda upp en bild av detta fornminne |
| Östra Harg 58:1                  | Gravfält                    |              | Östra Harg, Östergötland |       | 58.474782, 15.724579 | 10055100580001 | Ladda upp en bild av detta fornminne |
| Östra Harg 59:1                  | Gravfält                    |              | Östra Harg, Östergötland |       | 58.474422, 15.721152 | 10055100590001 | Ladda upp en bild av detta fornminne |
| Östra Harg 60:1                  | Hög                         |              | Östra Harg, Östergötland |       | 58.471315, 15.723814 | 10055100600001 | Ladda upp en bild av detta fornminne |
| Östra Harg 69:1                  | Gravfält                    |              | Östra Harg, Östergötland |       | 58.487679, 15.711952 | 10055100690001 | Ladda upp en bild av detta fornminne |
| Östra Harg 70:1                  | Gravfält                    |              | Östra Harg, Östergötland |       | 58.480842, 15.707023 | 10055100700001 | Ladda upp en bild av detta fornminne |
| Östra Harg 71:1                  | Gravfält                    |              | Östra Harg, Östergötland |       | 58.481207, 15.709310 | 10055100710001 | Ladda upp en bild av detta fornminne |
| Östra Harg 76:1                  | Gravfält                    |              | Östra Harg, Östergötland |       | 58.491526, 15.745445 | 10055100760001 | Ladda upp en bild av detta fornminne |
| Östra Harg 77:1                  | Stensättning                |              | Östra Harg, Östergötland |       | 58.491006, 15.746896 | 10055100770001 | Ladda upp en bild av detta fornminne |
| Östra Harg 77:2                  | Stensättning                |              | Östra Harg, Östergötland |       | 58.490933, 15.747049 | 10055100770002 | Ladda upp en bild av detta fornminne |
| Östra Harg 78:1                  | Stensättning                |              | Östra Harg, Östergötland |       | 58.492670, 15.745911 | 10055100780001 | Ladda upp en bild av detta fornminne |
| Östra Harg 79:1                  | Gravfält                    |              | Östra Harg, Östergötland |       | 58.491338, 15.739408 | 10055100790001 | Ladda upp en bild av detta fornminne |
| Östra Harg 85:1                  | Stensättning                |              | Östra Harg, Östergötland |       | 58.478301, 15.725786 | 10055100850001 | Ladda upp en bild av detta fornminne |
| Östra Harg 89:1                  | Runristning                 |              | Östra Harg, Östergötland |       | 58.488082, 15.743780 | 10055100890001 | Ladda upp en bild av detta fornminne |
| Östra Harg 91:1                  | Stensättning                |              | Östra Harg, Östergötland |       | 58.470567, 15.783784 | 10055100910001 | Ladda upp en bild av detta fornminne |
| Östra Harg 98:1                  | Stensättning                |              | Östra Harg, Östergötland |       | 58.469836, 15.730154 | 10055100980001 | Ladda upp en bild av detta fornminne |
| Östra Harg 101:1                 | Stensättning                |              | Östra Harg, Östergötland |       | 58.459013, 15.779338 | 10055101010001 | Ladda upp en bild av detta fornminne |
| Östra Harg 104:1                 | Grav markerad av sten/block |              | Östra Harg, Östergötland |       | 58.457016, 15.778973 | 10055101040001 | Ladda upp en bild av detta fornminne |
| Östra Harg 105:1                 | Grav markerad av sten/block |              | Östra Harg, Östergötland |       | 58.458084, 15.779696 | 10055101050001 | Ladda upp en bild av detta fornminne |